# Skiregion Süd
Skiregion Süd est le nom commercial désignant le regroupement de 7 stations de ski situées dans les Land de Carinthie et de Styrie en Autriche.
Les domaines skiables, cumulant un total de 135 km de pistes desservies par 42 remontées mécaniques, sont reliés entre eux uniquement par la route.
Les stations suivantes en font partie :
- Hebalm
- Hirschegg
- Klippitztörl
- Koralpe
- Petzen
- Salzstiegl
- Weinebene